# Superfast XI
Die Superfast XI ist ein Fährschiff der griechischen Reederei Superfast Ferries. Sie wurde auf der Flender-Werft in Lübeck, Deutschland, gebaut und im Jahr 2002 in Dienst gestellt.

## Geschichte
Das Schiff lief am 3. August 2001 vom Stapel und wurde am 10. Juli 2002 an die Reederei Superfast Ferries abgeliefert. Das auf den Namen Superfast XI getaufte Schiff wird von der Reederei zwischen Patras bzw. Igoumenitsa in Griechenland und Ancona in Italien eingesetzt.

## Ausstattung
Das RoPax-Schiff hat eine Bar sowie ein À-la-Carte-Restaurant an Bord. An Bord gibt es insgesamt 198 Kabinen. Zudem bietet die Superfast XI mehrere Shops für die Passagiere. An Bord des Schiffes gibt es außerdem ein Kasino und einen Geldautomat. Ein Schwimmbad sowie ein Zwinger befinden sich zudem an Bord.

## Schwesterschiff
Die Superfast XI hat ein Schwesterschiff, die als Superfast XII gebaute Cruise Ausonia der Grimaldi Lines.